# Деревеньки (Псковская область)
Деревеньки — деревня в Опочецком районе Псковской области. Входит в состав Глубоковской волости.
Расположена к северу от озера Глубокое, в 35 км к юго-востоку от города Опочка и в 2 км к северу от волостного центра, деревни Глубокое.
Численность населения по состоянию на 2000 год составляла 28 человек.